# Henri II de Veringen
Henri II de Veringen (en allemand : Heinrich von Veringen), né à une date inconnue et mort le 9 mars 1223, est de 1202 à sa mort prince-évêque de la Principauté épiscopale de Strasbourg sous le règne des empereurs Otton IV et Frédéric II, sous les pontificats d'Innocent III et Honorius III et sous le patronage du métropolite de Mayence Siegfried II von Eppstein.

## Origine et famille

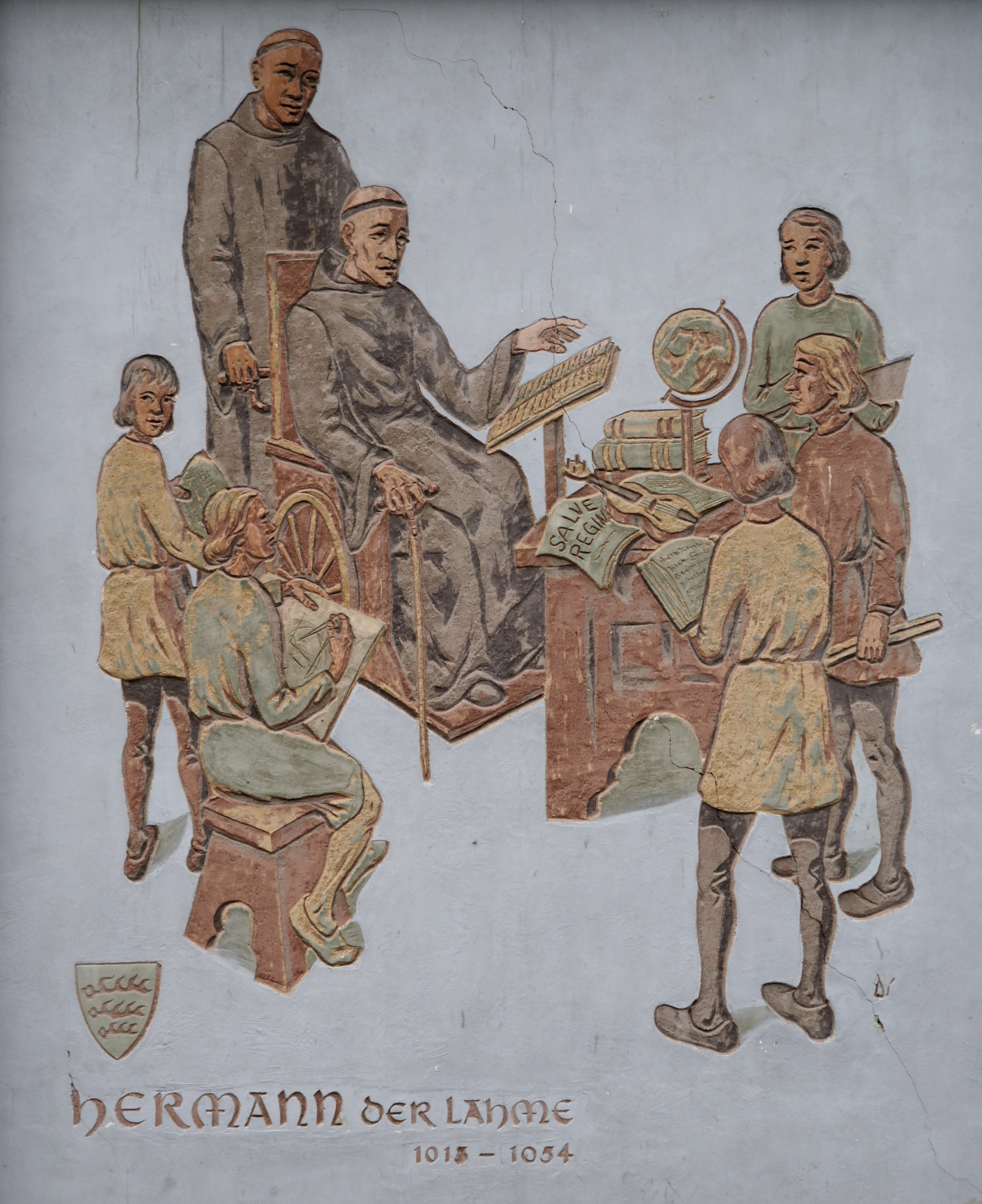
Hermann le Boiteux

Sa famille, les Veringen (de), vient de Souabe ; il est apparenté à Hermann Contract chroniqueur de Saint-Gall. La famille s'éteint vers le milieu du XIVe siècle.

## Souveraineté spirituelle et temporelle
L'évêque de Strasbourg est prince du Saint-Empire depuis le haut Moyen Âge. En union personnelle avec son pouvoir spirituel, il exerce en tant que souverain un pouvoir séculier sur l'évêché de Strasbourg, qui s'est développé au fil des siècles en un État territorial institutionnel bien que fragmenté territorialement.
L'influence spirituelle de l'évêque de Strasbourg dépasse le cadre de l'évêché, car seuls deux diocèses administrent le territoire alsacien avec de nombreuses villes impériales indépendantes (Reichsstädte), des seigneuries spirituelles et séculières : le diocèse de Strasbourg au nord et le diocèse de Bâle au sud.

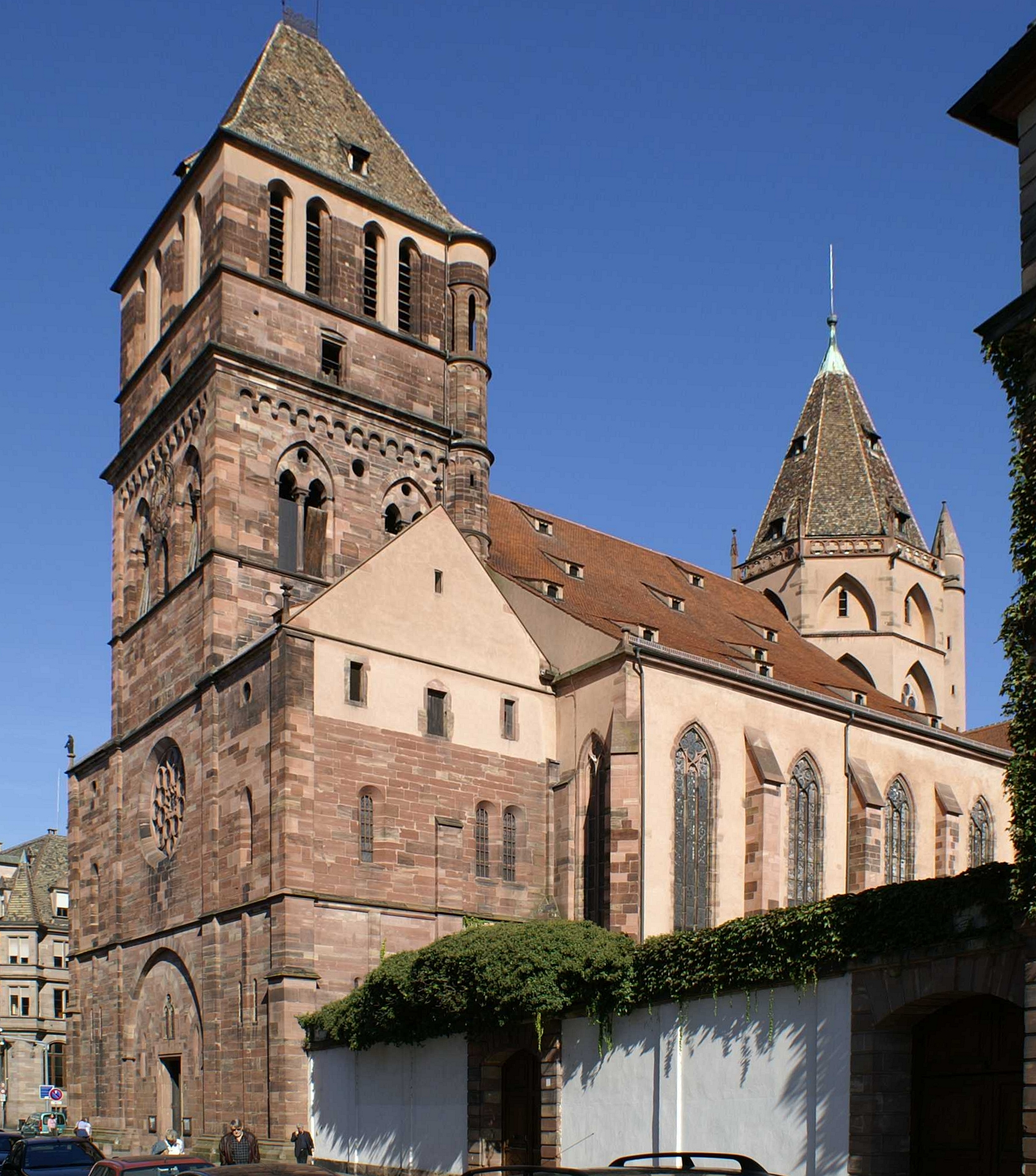
Église Saint-Thomas de Strasbourg.

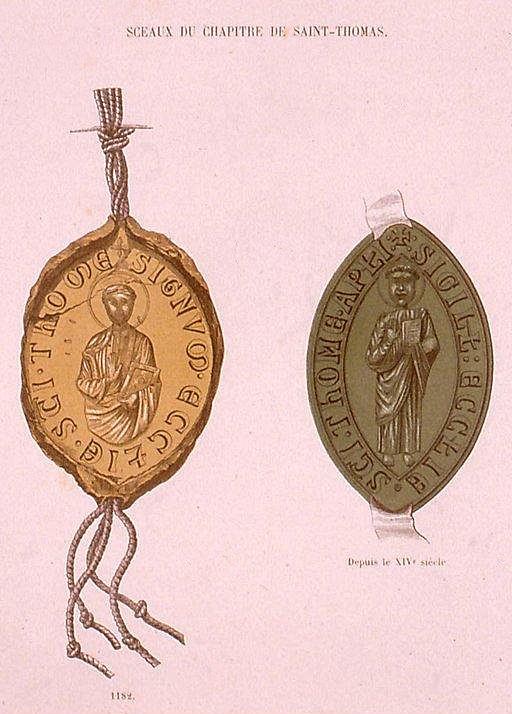
Sceau du monastère Saint Thomas de Strasbourg.

Henri est issu de la famille souabe des comtes de Veringen. Il est mentionné comme gardien du chapitre de la cathédrale à partir de 1181 et prévôt de la cathédrale et prévôt de Église Saint-Thomas de Strasbourg à partir de 1202.
Vers 1200, le chapitre de chanoines de la cathédrale de Strasbourg ne comprend que des membres de la haute noblesse. Les chanoines ne sont plus nommés par l'évêque, mais élus entre eux par cooptation. Le requérant doit prouver 14 ancêtres nobles à la fois de sa lignée paternelle et de sa lignée maternelle. Seules quelques familles influentes peuvent ainsi revendiquer les places vacantes et les prébendes qui leur sont associées, comme les Ochsenstein, les Geroldseck, les Lichtenberg ou encore les Veringen. Les chanoines de Strasbourg se font appeler Seigneurs Grands Comtes et très peu sont ordonnés prêtres. Ils ne vivent plus dans la communauté mais dans des maisons privées. Ils fondèrent le « Grand Chœur » afin que des ecclésiastiques salariés chantent à leur place lors des offices.
Henri est l'un des chanoines ordonnés et est décrit dans les Annales comme un homme pieux, pacifique et de bonne composition. Il est élu évêque de Strasbourg en 1202 par le clergé et le peuple mais n'est ordonné évêque qu'en 1207. Il doit patienter quatre ans car  Mayence est alors impliquée dans un schisme. Le pape Innocent III a confirmé Siegfried comme archevêque de Mayence, et le roi de Germanie Philippe de Souabe soutient Léopold, évêque de Worms. Enfin, Henri obtient une dispense du pape pour être ordonné par l'archevêque de Sens.
Dans le différend entre les Hohenstaufen et les Guelfes, il se range d'abord du côté d'Otton IV. La ville de Strasbourg en profite pour obtenir du roi Philippe de Souabe un privilège qui exonère ses citoyens d'impôts sur leurs propriétés périurbaines. En 1214, Henri rejoint le Hohenstaufen Frédéric II. En 1220, il s'accorde avec les citoyens de Strasbourg sur leurs revendications.
Otton IV est officiellement reconnu comme roi romain-germanique à Francfort en 1208. L'année suivante, il se fiance à Beatrix, la fille de Philippe, âgée de 11 ans, à Würzburg. L'évêque Henri est présent aux fiançailles et accompagne Otto à Rome pour assister à son couronnement le 5 octobre 1209.
Afin de mieux exercer sa fonction et pour une administration plus efficace de son district, Henri divise le district en 13 chapitres dits longs vers l'an 1205, qu'il subordonne aux archidiacres établis par l'évêque Heddo.
Sous son règne, le monastère de Saint-Léonard près de Bœrsch est complètement délabré. Henri le fusionne avec la prévôté en 1214. La même année, il fait restaurer le château de Dachstein. En 1215, Henri promet à Aix-la-Chapelle de rejoindre l'empereur Frédéric II lors de la cinquième croisade à Jérusalem. Mais l'empereur remet son projet et Henri meurt le 11 mars 1223 sans avoir accompli ses vœux. Son corps est inhumé dans la chapelle Saint-André,.